# Boží syn

Boží syn Ježíš Kristus Pantokrator, ikona ze 6. století. Kristus má levou polovinu tváře odlišnou od pravé, pro zdůraznění božské i lidské podstaty

Boží syn je náboženský termín, který může v závislosti na vykladačské tradici označovat buď člověka, který má úzký vztah k Bohu coby svému Stvořiteli, nebo v protikladu k tomu může též označovat někoho, kdo není pouhým člověkem a je tedy svou podstatou polobohem či samotným Bohem.
Křesťané vztahují tento termín v jednotném čísle výhradně na Ježíše Krista, o němž věří, že je jednorozeným Synem Božím. Mnozí z nich přijímají doktrínu, že tento Boží Syn před svým vtělením byl a nyní po svém vzkříšení znovu je téže hypostaze jako Bůh Otec a že společně s Duchem svatým tvoří Trojici, jež je jedné podstaty. V množném čísle jsou za Boží syny označováni též všichni, „kdo se dají vést Duchem Božím“, přičemž je zřejmé, že takovéto vedení má v jejich pojetí pouze ten, kdo přijímá jejich pohled na Ježíše Krista.

## Hebrejská písma
V židovských Písmech a křesťanském Starém zákoně může mít pojem Boží syn či Boží synové následující významy:
- Pojem bné ha-elohím (hebrejsky בְּנֵי־הָאֱלֹהִים), překládaný jako „synové Boží“ či „synové božští“,[2] podle různých vykladačů označuje buď anděly,[3] mimořádně nadané lidské bytosti či soudce  – český rabínský překlad uvedený pojem překládá jako „synové (těch) soudců“.[4] Na rozdíl od představitelů tradičního judaismu a křesťanství se však někteří biblisté domnívají, že se může jednat o odkaz na předbiblickou či mimobiblickou blízkovýchodní mytologii. Podle některých výkladů jde o doklady henoteistické fáze blízkovýchodního náboženství, tedy El byl nejvyšším Bohem a Jahve jedním z jeho synů, který dostal na starost izraelský národ, avšak pozdějším monoteistickým výkladem oba tito bozi splynuli v jednoho.

- Pojem může popisovat lidského vladaře,[5] případně ideálního krále nad Izraelem[6] – Davida a jeho dynastii.[7]

- Spojení se vztahuje též na Izrael coby národ,[8][9] případně celé lidstvo.

- Kniha Daniel zaznamenává výraz bar eláhín (aramejsky: בַּר־אֱלָהִין), jenž je překládán jako „boží syn“,[10] coby označení, jímž král Nebúkadnesar popsal anděla, když ho spatřil v rozžhavené peci. Židovská tradice vnímá tento jeho popis jako nepatřičný a vyvěrající z modlářských představ obyvatel Chaldejské říše.[11]

V hebrejském myšlení se v případě pojmu „Boží syn“ nejedná ani o fyzický projev božství ani o příbuzenství v podstatě, ale o úzký vzájemný vztah s Hospodinem, jenž je podmínkou toho, aby byl člověk „obrazem Božím“ a tedy jeho synem. Filón Alexandrijský takovéto lidi ztotožňoval s Logosem. Smýšlel o nich tak, že prožili teofanii a znají tedy Boha z přímého setkání, z kontemplace nebo prorocké inspirace a proto mohou působit jako prostředníci mezi Bohem a lidmi, kteří této zkušenosti zatím nedosáhli. Ostatně myšlenku podobnou té o Logosu ve Filónově pojetí vyjádřil i Jehuda ha-Levi, a to ve svém spise Kuzari, kde uvádí, že lidé veliké moci, jakými byli Abrahám, Mojžíš, prorok Elijáš a jim podobní včetně budoucího Mesiáše, „jsou sami o sobě místem přebývání Boží přítomnosti. Jejich přítomností dosáhnou úrovně proroctví i ostatní přítomní.“

## Deuterokanonické knihy a apokryfy
Apokryfní literatura vztahuje titul „Boží syn“ na Mesiáše a na ty, jejichž vztah s Bohem je synovského rázu (deuterokanonická Kniha Moudrosti).

## Nový zákon
Spojení „jednorozený syn“ je v podstatě synonymem pro „milovaný“. Zároveň však pojem evokuje význam „vyvolený“.
Evangelium podle Jana a 1. list Janův přikládají pojmu metafyzický a dogmatický význam. Na toto pojetí měla zřejmě vliv též alexandrijská nauka Filónova o božím Logu. Filón představuje Logos jako Božího syna, jako prvorozeného, Bůh je otcem Logu. Filónův popis je ovšem obrazný spíše než reálný. Teologové a biblisté jsou za to, že zmrtvýchvstání Ježíše Krista potvrzuje Ježíšův nárok na tento titul.

## Dějiny teologie

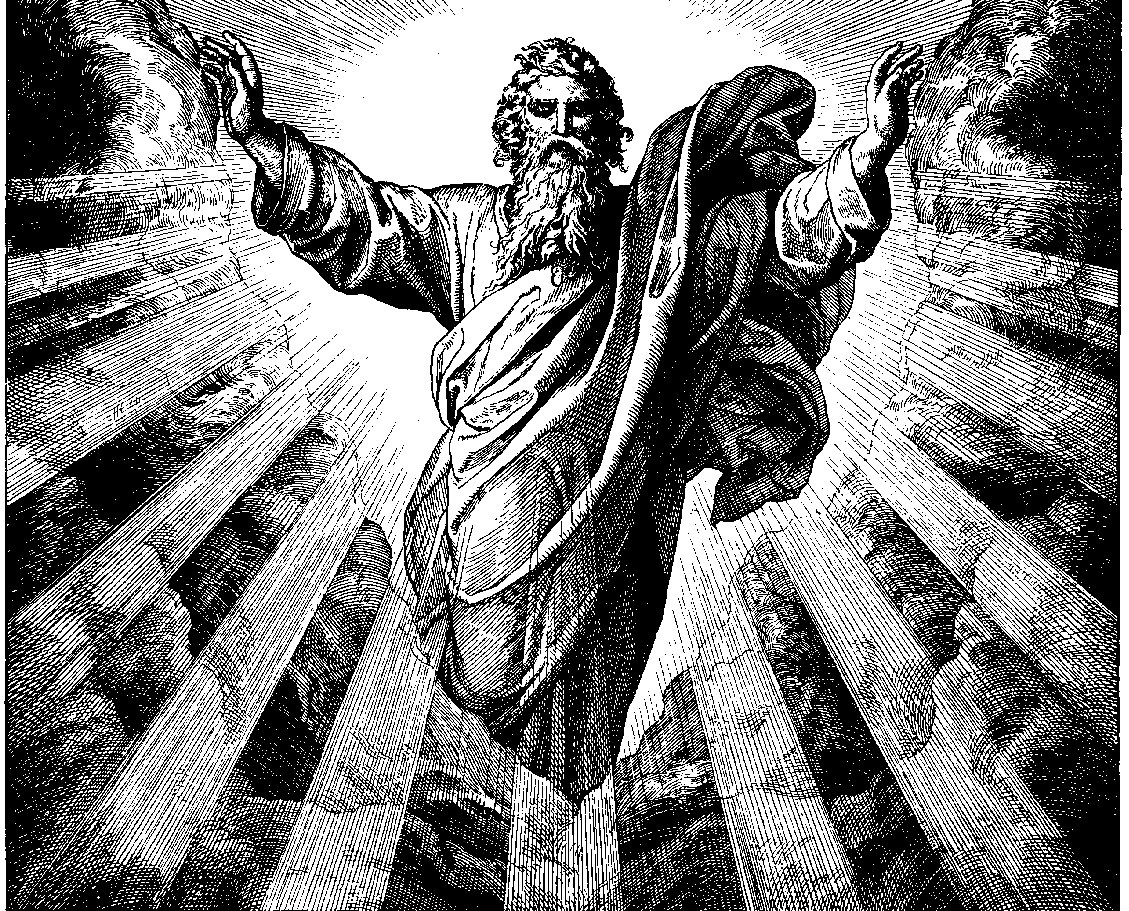
Dřevoryt pro „Bible v obrazech“, 1860.

V dějinách teologie má spojení Boží syn velký význam – zvláště ve spojitosti s ariánskými spory a nestoriánstvím. To, že Ježíš Kristus je podle křesťanské víry Boží syn, ustanovil roku 431 Efezský koncil, když prohlásil Ježíšovu matku Marii za theotokos čili Bohorodičku.
Teologie pak pojímá tento pojem v silném smyslu – Ježíš je druhým z Trojice osob v Bohu. Jeho synovství není získané, ale trvá od věčnosti, neboť od věčnosti existuje vzájemné láskyplné darování se Otce Synu a naopak, které nachází výraz v osobě Ducha svatého.

## V ostatních náboženstvích
Boží Syn může také označovat:
- Herkula, syna řeckého boha Dia.
- Haile Selassieho, který je mezi Rastafariany považován za syna Božího.
- kteréhokoliv Egyptského Faraona - nejčastěji se jednalo o syny boha slunce, ale i jiných